# NICE STALKER
劇団NICE STALKER（げきだん ナイスストーカー）は、日本の劇団。劇作家・演出家のイトウシンタロウ（伊藤伸太朗、静岡県出身、早稲田大学文学部卒）が主宰を務める。

## 概要
2014年頃にイトウシンタロウの個人企画を発展させる形で正式に設立され、以降東京都内の小劇場を中心に活動している。
劇団名は、主宰のイトウが「好きな女優に“芝居に出てください”とお願いするのは無害なストーカー行為だ」という考えから、「害のないストーカー（＝ナイスなストーカー）」という意味で命名された。イトウ自身、俳優活動時に「気持ち悪い人」役ばかりだった経験から、「自分で理想の舞台を創ろう」と決意し設立した経緯がある。
劇団の創作方針として「個性的な女子」をフィーチャーした作品制作を掲げており、出演者へのインタビューや観察に基づき脚本を執筆する「完全あて書き」の手法を用いる。
最新のWeb技術やプログラミングを舞台表現に取り入れる実験的な試みが特徴であり、デジタルネイティブ世代の感覚を反映した作品を制作する。また、公演後に観客アンケートの内容をほぼ全文公開するなど、観客との双方向的な関係性やオープンな創作姿勢も特徴としている。

## 主宰・メンバー
- 主宰
  - イトウシンタロウ（劇作家・演出家）
- 主な出演者・協力者

劇団には固定された専属俳優は多くないが、公演ごとに俳優・スタッフが参加するプロデュースユニット形式をとる。主な常連出演者として、イグロヒデアキ（旗揚げ公演から多くの作品に参加）、帯金ゆかり、日野あかり（日本のラジオ）などがいる。

## 芸術的スタイル・作風

### 創作手法・テーマ
「個性的な女子」を主人公に据え、その魅力を引き出すことを重視する。脚本は、出演俳優への徹底した取材・観察に基づく「完全あて書き」で書かれることが多い。
社会風刺を織り交ぜたコメディを得意とし、表現の自由、ジェンダー、科学技術（量子力学、数学）、オタク文化など、現代的なテーマを扱う。

### 演出・上演形式
最新のWeb技術やプログラミングを舞台演出に積極的に導入する。観客のスマートフォンを用いたリアルタイム投票で物語が分岐するインタラクティブ演劇や、プロジェクションマッピングなどのデジタル技術を活用した演出を行う。
観客参加型の企画や、公演後のアンケート全文公開など、観客との双方向性を重視した関係構築を目指している。

### 上演ジャンル・系譜
小劇場演劇の流れに属し、特に王子小劇場を拠点とする若手劇団の中から頭角を現した。佐藤佐吉演劇賞を複数回受賞した実績は、同劇場出身の他の有力劇団（例：柿喰う客）と並び称されることもある。
ジャンルとしては「実験的コメディ」と評されることが多く、社会性とエンターテインメント性を両立させつつ、デジタル技術や観客参加を取り入れた独自のスタイルを確立している。

## 主な公演歴
- 2014年
  - 『女子と算数』 - 王子小劇場にて上演。劇団旗揚げ公演。佐藤佐吉演劇祭2014+参加作品[4]。同演劇祭にて「八洋特別賞 最優秀チャレンジ賞」「優秀宣伝美術賞」受賞[4]。
- 2015年
  - 『神様の言うとおり2～夏の夜の夢の超特急～』 - シアター風姿花伝にて上演[9]。観客がスマートフォン等からリアルタイム投票し物語の展開が分岐するインタラクティブ演劇[3]。投票システムを独自開発し、投票権が100倍になる「100万円チケット」を販売するなど話題を呼んだ[4]。
  - 『ロリコンのすべて』 - 王子小劇場にて上演[9]。表現の自由と児童ポルノ規制をテーマとした社会派コメディ。第25回佐藤佐吉演劇賞にて6部門（優秀脚本賞、優秀主演女優賞、最優秀音響賞、優秀照明賞、優秀舞台美術賞、最優秀宣伝美術賞）を受賞し、同年の最多受賞劇団となる[7][4]。観客・批評家から反響を呼び、『演劇ぶっく』2016年3月号では4ページの特集が組まれた[4]。
- 2016年
  - 『量子的な彼女』 - 王子小劇場にて上演。「新本格☆理系演劇」と銘打ち、量子力学をモチーフとしたSF青春劇。主演の藤本紗也香が佐藤佐吉演劇賞2016にて優秀主演女優賞を受賞[4]。
  - 『箱入り彼女展示会003』 - 東京芸術劇場アトリエイーストにて、過去作品の脚本をオープンIP化して展示公開[4]。
- 2017年
  - 『1999の恋人』 - 下北沢駅前劇場に初進出[2]。1999年のノストラダムス終末予言をモチーフとした青春劇。高校生以下100円の観劇料を設定[2]し、劇団の動員記録を更新したとされる[4]。
  - 『本物高校生VS偽物高校生』（脚本：畑澤聖悟『修学旅行』） - 高校生参加型ワークショップ公演として開始。
- 2018年
  - 『本物高校生VS偽物高校生』 - 新宿眼科画廊地下スペースにて正式上演。オーディションで選ばれた現役高校生と大人の俳優が同じ高校生役で競演する形式[10]。
  - 『ロリコンのすべて』（再演、副題：表現の自由よりも大切なこと、あるいは無害な芸術の話） - ザ・スズナリにて上演[11]。アフタートークには元参議院議員の山田太郎（表現の自由を守る会代表）がゲスト登壇した[3]。
- 2019年
  - 『暴力先輩』 - ザ・スズナリにて上演。
  - 『Are you really a girl from the 1920s?』 - 台湾・台北市で開催された「大稻埕國際芸術祭」に招待され、初の海外公演を実施[3]。
- 2020年
  - オンラインリーディング企画「家で出来る演劇」として短編『宇宙にはいけない』の動画をYouTubeで公開。
- 2021年
  - 『スペキュレイティブ・フィクション！』 - ザ・スズナリにて上演。SFホラーコメディ。当初2020年4月に予定されていたが、新型コロナウイルス感染症流行の影響で延期となり、約1年半後に振替公演として実施された[3]。
- 2022年
  - 『新訳『あわれ彼女は娼婦』ワークインプログレス』（原作：ジョン・フォード） - スタジオ空洞にて上演。古典戯曲の新翻訳上演に向けた公開稽古（ワーク・イン・プログレス）形式の公演[9]。
- 2023年
  - 『ロリコンとうさん』 - ザ・スズナリにて上演。30人以上への取材をもとに脚本が執筆された[12]。
- 2024年
  - 『女子と算数 -Arithmetic 2024-』 - ザ・スズナリにて上演。劇団10周年記念公演として、旗揚げ作品『女子と算数』をリメイク[9]。公演直前に主要キャストが降板したが、代役を立てずに降板俳優の等身大パネルを舞台に登場させて上演を敢行したことが演劇雑誌『えんぶ』で「ほぼ武勇伝」として報じられた[13]。

## 受賞歴・選出
- 佐藤佐吉演劇賞（王子小劇場主催）
  - 2014年（佐藤佐吉演劇祭2014+） - 『女子と算数』
    - 八洋特別賞 最優秀チャレンジ賞[4]
    - 優秀宣伝美術賞[4]

  - 2015年（第25回） - 『ロリコンのすべて』
    - 優秀脚本賞（イトウシンタロウ）[4]
    - 優秀主演女優賞[4]
    - 最優秀音響賞[4]
    - 優秀照明賞[4]
    - 優秀舞台美術賞[4]
    - 最優秀宣伝美術賞[4]

（同年の最多6部門受賞）
- - 2016年 - 『量子的な彼女』
    - 優秀主演女優賞（藤本紗也香）[4]

- ティラノゲームフェス
  - 2016年 - ノベルゲーム『いきなり魔王』（イトウシンタロウ企画・脚本・ディレクション）
    - 準グランプリ（優秀賞）[4]

- LocJAM JAPAN（日英ゲーム翻訳コンテスト）
  - 2016年 - 『いきなり魔王』が課題作品に選出[4]

## 評価
佐藤佐吉演劇賞での複数年にわたる受賞や、ゲームコンテストでの受賞など、演劇界内外で評価を得ている。特に2015年の『ロリコンのすべて』は、社会的なテーマとエンターテインメント性を両立させた作風が劇団の知名度を高めるきっかけとなった。
観客参加型演劇、Web技術の活用、高校生とのワークショップ、戯曲のオープンIP化など、実験的な試みを続けている。

## メディア展開・教育活動

### メディア展開
- 脚本公開・電子書籍: 過去作品の脚本をオープンIPとして公開[4]したほか、旗揚げ公演『女子と算数』の上演台本はAmazon Kindleで電子書籍として販売されている[14]。
- 映像配信: 演劇映像配信サービス「観劇三昧」にて、過去公演の収録映像が配信されている[4]。
- ゲーム制作: 主宰のイトウシンタロウはノベルゲーム『いきなり魔王』[4]やAndroidアプリ『ヤンデレ小杉』などを制作・発表している[1]。
- メディア掲載: TOKYO HEADLINE[2]、ステージナタリー[10][12]、えんぶ[13]、演劇ぶっく[4]、観劇三昧「演劇ボード」[7]などで公演情報やインタビュー、特集記事が掲載されている。

### 教育・交流活動
- 高校生ワークショップ: 2018年に現役高校生と大人の俳優が競演するワークショップ公演『本物高校生VS偽物高校生』を実施[10]。また、兵庫県明石市にて高校生合同合宿のワークショップ講師を担当するなど、演劇教育にも関わっている[4]。主宰のイトウは高校演劇部への出張講習も行っている[1]。
- 観客との交流: 公演後のアンケート全文公開[4]や、SNS（Xなど）での情報発信を通じて、観客とのコミュニケーションを図っている。